# Invincibles
 (octobre 2023).
Si vous disposez d'ouvrages ou d'articles de référence ou si vous connaissez des sites web de qualité traitant du thème abordé ici, merci de compléter l'article en donnant les références utiles à sa vérifiabilité et en les liant à la section « Notes et références ».
Pour les articles homonymes, voir Invincible.
Invincibles est une série de bande dessinée scénarisée et dessinée par Shovel Tattoos, un auteur de l'île de La Réunion, département d'outre-mer français dans le sud-ouest de l'océan Indien. Composée de trois albums, le premier paru en 2003, les deux autres en 2005, elle est publiée par Xio. L'action se déroule à La Réunion.

## Albums
1. Totoss' your mother, 2003  (ISBN 978-2912949059)
2. Zarma Zarma, 2005  (ISBN 978-2912949080)
3. Pour un 10.52, 2005  (ISBN 978-2912949110)